# 荔南联络线
荔南联络线是广州铁路枢纽内将南广铁路、贵广高速铁路、广深港高速铁路以及广珠城际铁路等线路引入广州站、广州白云站的联络线。线路起于广州市荔湾区新建的荔湾线路所，经佛山市南海区后，再次过境广州市荔湾区以进入番禺区，最终接入广州南站北咽喉。线路由新建广州至湛江高速铁路广州（不含）~佛山（含）段引入广州枢纽相关工程中广州西至三眼桥三四线及南广贵广联络线改建与新建广州站至广州南站联络线铁路（简称广南联络线）两个项目组成。线路于2023年分段先后动工建设，五眼桥所至广州南站段预计2027年完工通车。
此线的建设可连通广州、广州白云、广州南等枢纽主客站，并可沟通枢纽内其他客站，连接起现有京广及广深港等高铁、广珠城际铁路、广汕铁路，规划建设的永清广、广河等铁路，对于发挥枢纽各客站能力，实现广深港、广珠城际客车直通广州中心城区始发，完善运输组织具有重大意义，是粵港澳大灣區规划中完善广州铁路枢纽的重要组成。

## 线路概况
线路起自荔湾线路所并与江荔联络线按正线贯通，左、右线分别与广湛高铁上、下行线在地下和地面沿既有广茂线通道并行，然后左线于原广州西站货运楼附近出地，与广湛高铁按线路别四线并行经过珠江大桥，至五眼桥附近既有广茂线位置设置五眼桥线路所沟通盐五联络线，正线直向疏解引出并快速入地后沿花地河东侧前行，分别上跨规划广州地铁28号线、下穿规划广州地铁25号线，与拟建城市快捷路共通道前行，线路下穿花地大道后绕避西塱污水处理厂，下穿环城高速及广州卷烟厂西侧后沿环翠南路敷设，下穿珠江、规划佛山地铁11号线、规划广州地铁19号线、陈村水道后沿广珠城际动车运用所外侧折向西南，穿过京广、贵广四线桥后于广州南站京广场北咽喉京广高铁正线两侧原预留的动走线接头处接入广州南站。
广湛高铁广佛代建段与广州西至三眼桥三四线及南广贵广联络线改建项目均为利用既有广茂铁路相关区段改建而成，线路全长7.143km，限速80~120km/h。而广南联络线项目工程则起于新建的五眼桥线路所，终至广州南站，工程新建正线长度16.077km，其中桥梁1.112km，隧道13.210km，桥隧比89.08%，全线采用电力牵引，设计速度200km/h；其相关工程还包括改建原广茂铁路部分区段，使其在五眼桥线路所广州端的正线通往广州南站方向，三眼桥端改为侧线引出，改建长度上、下行线各1.400km。

## 历史
2004年，有规划连接广茂铁路和新广州站（即广州南站）的三眼桥联络线。
广深港高速铁路香港段2018年9月开通运营后，省港双方就广深港高铁动车引进广州市中心城区提出构想。该年通过的《广州综合交通枢纽总体规划（2018-2035年）》中便提出建设“广深港高铁引入中心城区联络线”。2020年，国家发展改革委批复《粤港澳大湾区城际铁路建设规划》，“广州至广州南联络线”被列入近期建设项目中。
2022年11月，广南联络线项目可行性研究获批；2023年7月，取得项目初步设计批复。
2023年9月27日，线路开工。同年12月底，线路首根桩基开钻。2024年6月，线路控制性工程西塱隧道开始主体施工。2025年2月，该隧道开始掘进，为全线首个进入盾构施工的节点。